# Erythrina madagascariensis
Erythrina madagascariensis är en ärtväxtart som beskrevs av Du Puy och Jean-Noël Labat. Erythrina madagascariensis ingår i släktet Erythrina och familjen ärtväxter. Inga underarter finns listade i Catalogue of Life.

## Bildgalleri

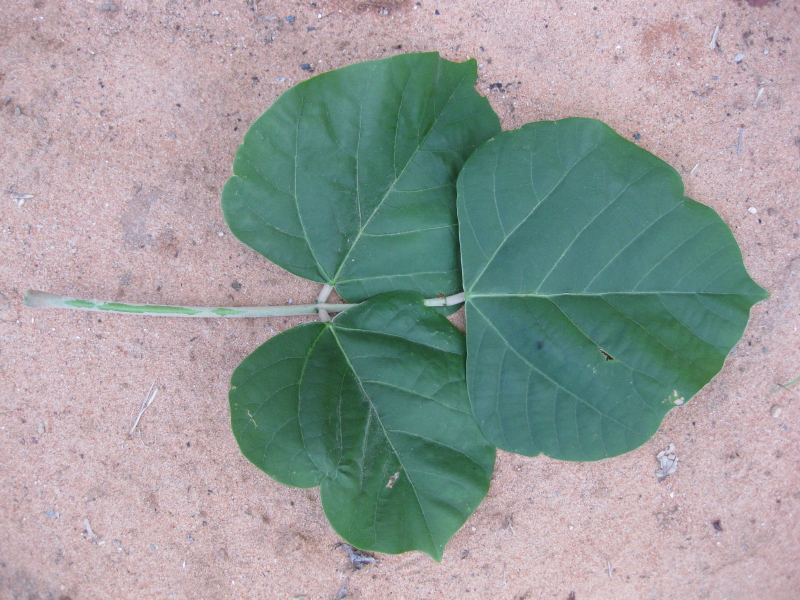
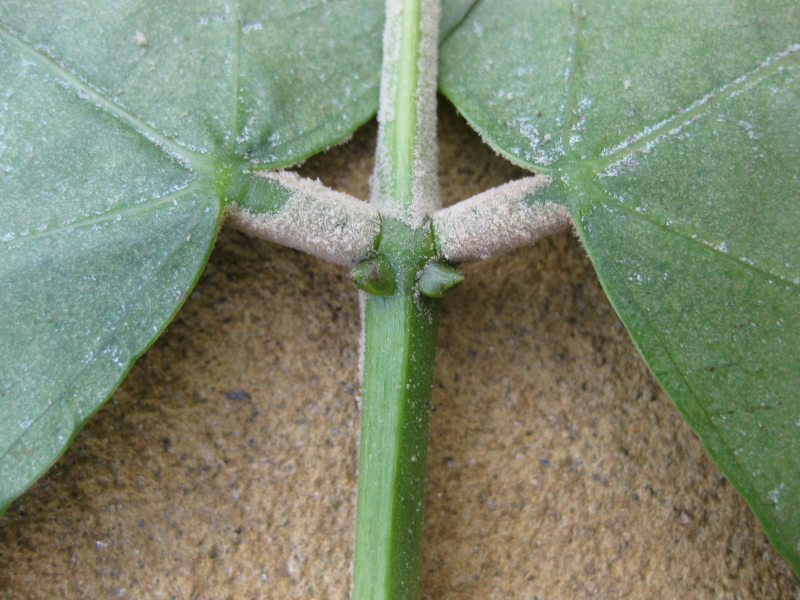
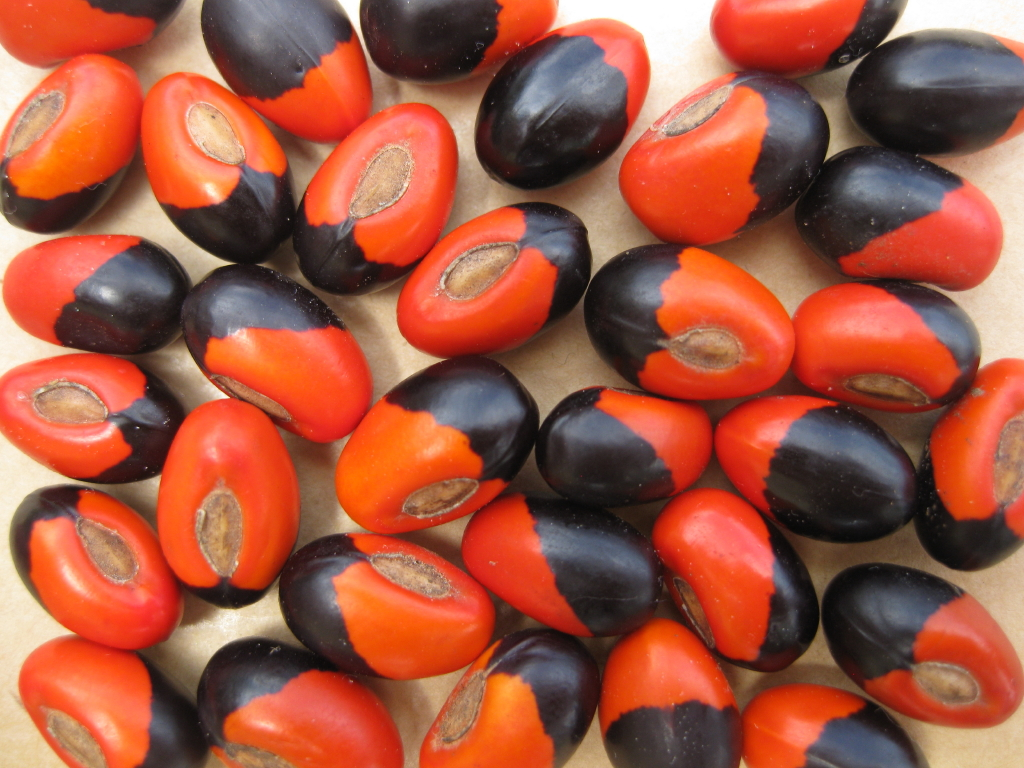
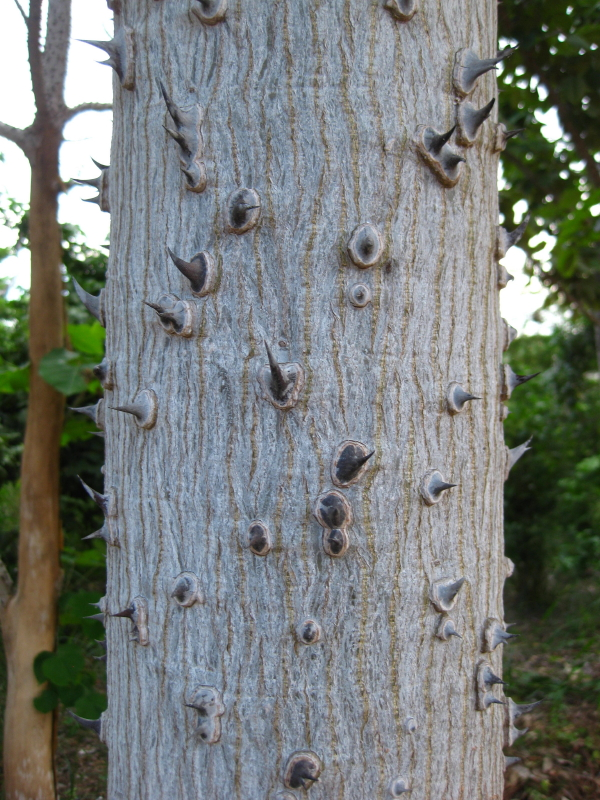